# Keissleriella holmiorum
Keissleriella holmiorum är en svampart som tillhör divisionen sporsäcksvampar, och som beskrevs av Math. Keissleriella holmiorum ingår i släktet Keissleriella, och familjen Massarinaceae. Arten är reproducerande i Sverige.